# Югославия на зимних Олимпийских играх 2002
Сербия и Черногория принимала участие в Зимних Олимпийских играх 2002 года в Солт-Лейк-Сити (США) во второй раз за свою историю, но не завоевала ни одной медали. Сборную страны представляла 1 женщина.